# مقبرة العدل
مقبرة العدل أحد مقابر مكة المكرمة، أنشأت المقبرة عام 1345 هـ، وتعد المقبرة الثانية بعد مقبرة المعلاة بمنطقة الحجون، تقع إلى الشمال الشرقي من المسجد الحرام، وإلى الشرق من مبنى إمارة منطقة مكة المكرمة، ويفصلها عن مبنى إمارة مكة المكرمة شارع فرعي بطول مائتي متر تقريبا وعرض حوالي سبعة أمتار تقريبا، وتصل مساحتها إلى حوالي خمسين ألف متر مربع.

## التسمية
سميت مقبرة العدل بهذا الاسم لوجودها في حي العدل المقابل لمقر إمارة منطقة مكة المكرمة.

## الموقع
تقع مقبرة العدل وسط مكة المكرمة بجانب المقر الرئيس لإمارة منطقة مكة المكرمة، وعلى شارع الملك فهد أحد أبرز شوارع العاصمة المقدسة الذي يربط بين الحرم المكي الشريف ومشعر منى.

## أهم من دفن في المقبرة
دُفن في ثرى المقبرة عدد كبير من المسلمين ومن علماء الدين والأمراء، ومنهم:
- نايف بن عبد العزيز آل سعود، ولي العهد السعودي الراحل.
- عبد العزيز بن باز، مفتي عام السعودية.
- مقبل بن هادي الوادعي، مؤسس دار الحديث بدماج شمال اليمن.
- محمد بن صالح العثيمين، عضو هيئة كبار العلماء في السعودية.
- عبد الله الخليفي، إمام وخطيب المسجد الحرام.
- عبد الله خياط، إمام وخطيب المسجد الحرام.
- عمر السبيل، إمام وخطيب المسجد الحرام.
- عبد الله البسام، عضو هيئة كبار العلماء في السعودية.
- إبراهيم بن عبد الرحمن النشمي، أحد رجالات الملك عبد العزيز آل سعود وشارك في تأسيس الدولة.
- عبد الرحمن بن عبد العزيز بن حمد آل الشيخ.
- سعد بن عبد العزيز آل سعود.
- عبد المحسن بن عبد العزيز آل سعود.
- منصور بن عبد العزيز آل سعود.
- مشاري بن عبد العزيز آل سعود.
- ماجد بن عبد العزيز آل سعود، أمير منطقة مكة المكرمة سابقا.
- علي بن مديش بجوي مستشار الملك فهد ورئيس محاكم منطقة مكة المكرمة .
- نواف بن عبد العزيز آل سعود.
- فواز بن عبد العزيز آل سعود.
- عبد الله الفيصل بن عبد العزيز آل سعود ، وزير وشاعر.
- محمد بن عبد الله بن فيصل بن عبد العزيز آل سعود، شاعر ورئيس نادي الاهلي السعودي سابقا.
- سطام بن عبد العزيز آل سعود، أمير منطقة الرياض.
- سليمان العيسى، إعلامي سعودي.
- هذلول بن عبد العزيز آل سعود.
- سعود بن فيصل بن عبد العزيز آل سعود، وزير الدولة عضو مجلس الوزراء المستشار و المبعوث الخاص لخادم الحرمين الشريفين المشرف على الشؤون الخارجية السابق.[4]
- مشعل بن عبد العزيز آل سعود.[5]
- عبد الرحمن بن عبد العزيز آل سعود.
- بندر بن عبد العزيز آل سعود.
- متعب بن عبد العزيز آل سعود.
- خالد بن سعود بن عبد العزيز آل سعود.
- ممدوح بن عبد العزيز آل سعود.